# جيني ألارد
جيني ألارد (بالإنجليزية: Jenny Allard)‏ هي لاعبة كرة لينة أمريكية، ولدت في عقد 1960.